# Халиџи
Халиџи (арап. ḫalīǧī ‏خليجي‎) било је предложено име за нову валуту Савета за кооперацију арапских држава — Катар, Саудијска Арабија, Бахреин и Кувајт. Калиџи значи залив, што асоцира на Персијски залив.
Званично име валуте није било одређено. Предложен је био термин динар с обзиром да се такво име за валуту већ користи у неким арапским државама, ако таква се спомиње у Курану и била је у употреби у време Мухамеда.
Пошто ислам забрањује било какву врсту камате, претпостављало се (с обзиром на банкарску мултипликацију новца) да ће нова валута у потпуности бити покривена златом.
Сједиште централне банке за ову валуту је требало да буде у Ријаду.